# Дэвид, Каингауэ
Каингауэ Дэвид (англ. Kaingaue David, род. 20 марта 1995, Тарава) — кирибатийская легкоатлетка, выступавшая в беге на короткие дистанции, прыжках в длину и тройном прыжке. Участница летних Олимпийских игр 2012 года.

## Биография
Каингауэ Дэвид родилась 20 марта 1995 года в кирибатийском городе Тарава.
В 2011 году два раза попала в тройку лучших в западном дивизионе чемпионата Океании по лёгкой атлетике в Апиа: она стала второй в тройном прыжке (9,51 метра) и третьей в прыжках в длину (4,52). Однако в общем зачёте двух дивизионов Дэвид не завоевала медалей. В том же году участвовала в Тихоокеанских играх в Нумеа.
В 2012 году вошла в состав сборной Кирибати на летних Олимпийских играх в Лондоне. В беге на 100 метров заняла последнее, 8-е место в 1/8 финала, показав результат 13,61 секунды и уступив 1,37 секунды попавшей в четвертьфинал с 3-го места Бамаб Напо из Того.